# Pelinovo
Pelinovo (cyr. Пелиново) – wieś w Czarnogórze, w gminie Kotor. W 2011 roku liczyła 70 mieszkańców.